# Anthurium austin-smithii
Anthurium austin-smithii är en kallaväxtart som beskrevs av Thomas Bernard Croat och R.A.Baker. Anthurium austin-smithii ingår i släktet Anthurium och familjen kallaväxter. Inga underarter finns listade.